# 史上最高のパンツ一丁男
『史上最高のパンツ一丁男』（しじょうさいこうのパンツいっちょおとこ、米題：Spicy Mac Project）は、スパイシーマック監督による映画。2008年製作、全米では2010年公開。日本では2011年12月16日公開。

## 概要
監督はスパイシーマック、製作はジャックワイズマンJr.であり、2人とも日本人である。製作費1万ドルと低予算。2010年9月7日全米とカナダでDVD配給され、全米最大のビデオレンタルストアBlockbuster、全米最大の大型量販店Walmart、全米最大の電器店BestBuyで販売された。日本では2011年12月16日よりDVDリリース（ローランズフィルム配給）。
第1章から15章までのチャプターで構成されており、それぞれがほぼ独立したお笑いショートコント形式であり、それらが複雑に絡み合い、最終的にはひとつの物語に収束していく。

## ストーリー
異種格闘技の違法試合で逮捕されたジャックら4人は、釈放の条件としてロス市警の誘拐訓練の犯人役を行う。しかし一般人を拉致監禁してしまい、人質解放の条件として、別に見たくもないのにアメリカ大統領にストリップを要求。ロス市警は事実が明らかになる前に4人を本物の犯人として射殺しようとする。強行突入する特殊部隊とロス市警。そこにパンツ一枚で登場する伝説のFBI交渉人ジョンジェームズ。果たして彼らの運命はいかに!?

## 登場人物
- FBI交渉人ジョン・ジェームズ(ジェフ・スワーソウト)
- 内科医ジャック・クレバーランド(スティーブ・バッケン)
- アホスイマー・アーノルド・シーモア・ウィルソン(イーサン・マクダウェル)
- 弱虫ボクサー・マイキー・ゴードン(クリストファー・コービン)
- インチキ教祖ビリー・ウイリアムズ(ダン・バーンヒル)
- 悪徳警部ジェイソン(チャールズ・パセロ)
- 警部補ハリソン(ジェイミー・フィルブリック)
- 特殊野菜部隊の大佐グリーン・バーグ(ハワード・ペイリー)
- アメリカ大統領ジャージ・ブッチ(トニー・クローニン)
- イタリアンマフィアのレオ(サムソン・ギャファレイ)
- エリザベス(マレーナ・マッコーエン)
- セレブリティー(裕木奈江)

## スタッフ
- 監督/脚本/撮影/編集 - スパイシーマック
- プロデューサー - ジャックワイズマンJr.
- 音響 - 篠崎純平
- テクニカルアドバイザー - ラファエロ
- 美術 - 松崎悠希

## ソフトウェア
DVD
- アメリカ、カナダ：SKD/ KOCH Entertainment One Distribution. 2010年9月7日発売
- 日本：発売/オルタナビジョン、販売/ローランズフィルム。2011年12月16日発売[2]